# Aleksandar Vidović
Aleksandar Vidović (in serbo Александар Видовић?; Milići, 12 maggio 2001) è un calciatore bosniaco naturalizzato serbo, difensore del Smederevo.

## Caratteristiche tecniche
È un terzino sinistro.

## Carriera
Cresciuto nel settore giovanile dello Spartak Subotica, debutta in prima squadra il 21 febbraio 2020 in occasione dell'incontro di Superliga vinto 3-2 contro il Voždovac.

## Statistiche
Statistiche aggiornate al 10 aprile 2021.

### Presenze e reti nei club
| Stagione        | Squadra          | Campionato      | Campionato | Campionato | Coppe nazionali | Coppe nazionali | Coppe nazionali | Coppe continentali | Coppe continentali | Coppe continentali | Altre coppe | Altre coppe | Altre coppe | Totale | Totale | Totale |
| Stagione        | Squadra          | Comp            | Pres       | Reti       | Comp            | Pres            | Reti            | Comp               | Pres               | Reti               | Comp        | Pres        | Reti        | Pres   | Reti   |        |
| --------------- | ---------------- | --------------- | ---------- | ---------- | --------------- | --------------- | --------------- | ------------------ | ------------------ | ------------------ | ----------- | ----------- | ----------- | ------ | ------ | ------ |
| 2019-2020       | Spartak Subotica | SL              | 5          | 0          | CS              | 1               | 0               |                    | -                  | -                  |             | -           | -           | 6      | 0      |        |
| 2020-2021       | Spartak Subotica | SL              | 20         | 0          | CS              | 3               | 1               |                    | -                  | -                  |             | -           | -           | 23     | 1      |        |
| Totale carriera | Totale carriera  | Totale carriera | 25         | 0          |                 | 4               | 1               |                    | -                  | -                  |             | -           | -           | 29     | 1      |        |